# 疏花软紫草
疏花软紫草（学名：Arnebia szechenyi）是紫草科软紫草属的植物，是中国的特有植物。分布在中国大陆的青海、宁夏、甘肃、内蒙古等地，生长于海拔1,890米至2,300米的地区，一般生长在阳山坡，目前尚未由人工引种栽培。